# Kafka sur le rivage
Kafka sur le rivage (海辺のカフカ, Umibe no Kafuka) est le dixième roman de l'écrivain japonais Haruki Murakami, paru en 2002 au Japon.

## Résumé
Un garçon de quinze ans, Kafka Tamura, s'enfuit de sa maison de Tokyo pour échapper à une terrible prophétie prononcée par son père. Au hasard de son errance dans le sud du Japon, il aboutit à Takamatsu dans l'île de Shikoku. Il y trouve refuge dans une bibliothèque dirigée par Mademoiselle Saeki, une très belle femme élégante et secrète. L'employé de la bibliothèque, Oshima, se prend d'amitié pour Tamura et devient son mentor. Nakata, un étrange vieillard amnésique et analphabète, mais qui sait parler aux chats et comprend leur langage, décide lui aussi de quitter Tokyo pour prendre la route. Les parcours de Tamura et de Nakata vont se rejoindre dans cette bibliothèque, au terme d'une série d'événements bizarres mais décisifs pour leur destin. Le titre fait référence à une chanson mélancolique, Kafka sur le rivage. Mademoiselle Saeki l'a composée une bonne trentaine d'années plus tôt alors que l’amour de sa vie avait dû partir pour Tokyo, où il allait être tué lors des émeutes étudiantes en 1969.

## Structure narrative
Le récit commence par un prologue en forme de dialogue entre Tamura, narrateur autodiégétique, et le « garçon nommé Corbeau », son « double ailé » qui le tutoie. Cette forme de diégèse se retrouve dans les chapitres mettant en scène Tamura, en alternance avec les chapitres extradiégétiques  concernant Nakata. À la suite d'un événement paranormal survenu à la fin de la Seconde Guerre mondiale, ce dernier ne sait plus ni lire ni écrire, et parle de lui à la troisième personne. Les chapitres relatifs à son accident sont présentés sous forme de rapports « top secret » du Military Intelligence Service, déclassifiés et archivés par la National Archives and Records Administration des États-Unis (chap. 2, 4 et 8) . Ces documents sont complétés par une lettre de l'ancienne institutrice de Nakata, lettre adressée au professeur de psychiatrie qui avait suivi l'enfant amnésique pendant son hospitalisation (Chap. 12). Un intermède situé entre les chapitres 46 et 47 décrit de façon extradiégétique la rencontre finale entre  le « garçon nommé Corbeau » et le père du héros.

## Commentaires de l'auteur
Haruki Murakami a déclaré que son idée initiale était de raconter la fugue d'un garçon de quinze ans qui veut quitter son sinistre père pour partir à la recherche de sa mère. Cela l'a naturellement conduit à évoquer le mythe d'Œdipe, mais il considère que ce n'est que l'un des thèmes du roman, parmi d'autres.
S'il reconnaît Franz Kafka comme l'un de ses écrivains préférés, il n'a pas cherché à s'inspirer directement de l'univers fictionnel de cet auteur, mais plutôt de déconstruire le système romanesque existant, tout comme Kafka l'avait fait en son temps. Il n'estime pas pour autant faire partie des écrivains postmodernes, car son but est de se singulariser dans sa manière de raconter des histoires.
Il a toujours été intéressé par les exclus, et la plupart des personnages du roman vivent plus ou moins en marge de la société. C'est en particulier le cas de Nakata, son personnage favori.
Il adore également les chats, qui jouent un rôle important dans l'intrigue sans qu'il veuille y attacher une signification particulière. Il ne donne pas non plus de fonction symbolique aux paroles de la chanson Kafka sur le rivage,. Il conseille au lecteur de lire son livre plusieurs fois. Si aucune solution n'est fournie pour interpréter chacun des aspects énigmatiques du roman, la relecture fait apparaître comment ces aspects interagissent entre eux. Le lecteur peut alors en déduire une signification globale qui correspond à sa propre sensibilité.
La musique est omniprésente dans l'ouvrage, car il ne peut s'en passer pour stimuler son imagination.

## Analyse critique
Selon Gérard Bejjani, « il ne s’agit pas de comprendre ce qui se passe [...] mais de suivre, au fil des pages, le chemin intime » des protagonistes, et leurs interrogations sur le sens de la vie. Passant en revue les critiques parues dans la presse française à la sortie du livre, Michel de Boissieu constate qu'elles sont étonnamment similaires dans leur façon de présenter cet ouvrage comme une « fable », une « allégorie » ou une « métaphore », sans en proposer d'interprétation. C'est selon lui le cas de Didier Jacob, André Clavel, Minh Tran Huy, Éric loret et Maurice Mourier, pour qui le romancier ne cherche pas à donner un sens à son récit énigmatique. Il constate qu'à l'inverse René de Ceccatty classe Murakami dans « la catégorie didactique [...] des écrivains démonstratifs ». Ce dernier critique regrette en effet que le lecteur soit guidé de façon appuyée par de fréquents résumés de l'action, rappels des thèmes abordés et explications « sous forme de questions-réponses entre un maître et un novice » (Oshima et Tamura). Paradoxalement, il conclut en suggérant cependant que Murakami espère faire une forte impression sur « ses jeunes lecteurs » en les laissant s'interroger ce qu'il « a voulu dire exactement ».
Anne-Sophie  Trottier constate que l'intrigue « met en scène une réalité plurielle, absurde, éclectique, sous le couvert d’un monde en apparence réaliste ». Elle attribue une valeur prophétique à la chanson Kafka sur le rivage, qui annonce certains éléments de l'intrigue et qui « constitue à la fois l’énigme et sa propre solution ». Mademoiselle Saeki possède également un tableau intitulé Kafka au bord de la mer, qui représente son amour de jeunesse (auquel Tamura s'identifie) dans la situation décrite par le refrain de la chanson, et où Nakata figure également en arrière-plan. Martine Laval définit ce roman comme « la quête initiatique - extravagante et jubilatoire - de Tamura ». Cette extravagance paraît plausible grâce au style d'écriture qui a « la précision des rêves ». Elle remarque que la référence à Kafka semble se limiter au prénom que se donne le héros, et qui « signifie corbeau en tchèque », mais le lecteur est laissé « libre de fantasmer à sa guise » sur les aspects kafkaïens du roman. Joséphine Juès estime que  cet ouvrage, qui oscille « entre poésie, philosophie et psychanalyse », enchaîne « des séquences troublantes où le temps et l'espace se confondent et où la vie n'est que métaphore ». Elle note la « grande solitude » intérieure des personnages, « malgré les liens qui se tissent entre eux ». Pour Vincent Thibault, le dialogue que Tamura entretient avec le  « garçon nommé Corbeau » ne relève pas vraiment de la schizophrénie, mais plutôt de la bicaméralité, en se référant au concept de Julian Jaynes qui pense que« l’homme primitif avait un cerveau droit et un cerveau gauche bien distincts, l’un " parlant " à l’autre, lui indiquant les décisions à prendre en situation d’urgence, et l’autre " écoutant " ».
Michel Murat admire l'habileté de Murakami, qui a su créer « un livre adapté à un marché mondialisé » tout en étant profondément ancré dans la culture japonaise par le recours à des thèmes tels que « l’animisme, le monde double, les fantômes ». René de Ceccatty relève les allusions à la littérature japonaise dont le récit est émaillé, en particulier un « discret hommage » à Soseki, qui a écrit Je suis un chat et dont Tamura lit les romans Les Coquelicots et Le Mineur (Chap. 13). Ce critique fait également référence à Kenzaburō Ōe, dont il a traduit M/T et l'histoire des merveilles de la forêt: bien qu'il ne soit pas cité expressément dans le texte, ce roman a probablement inspiré la forêt et le village où se réfugie Tamura. Claude Leblanc situe Kafka sur le rivage dans le contexte de la société japonaise qu'il juge violente, ce qui aurait conduit Murakami à « s'intéresser à la violence qui se terre en chacun et aux efforts à consentir pour y échapper ».
Pour André Clavel, c'est « un roman à la fois très japonais » par la délicatesse de ses descriptions « et très occidental, à cause des références littéraires »: il est « orchestré comme une tragédie antique ». Tamura se sent en effet menacé par la même malédiction qu'Œdipe, mais l'accomplissement de cette prophétie reste en suspens entre l'imaginaire du héros et la réalité. Au chapitre 15, Murakami développe l'idée que  « la responsabilité commence avec le pouvoir de l’imagination » en citant à ce propos l'épigraphe d'un recueil de poèmes de Yeats: « In dreams begins responsibility » , et qu'à « l’inverse, la responsabilité ne peut naître en l’absence d’imagination » en faisant référence à l'irresponsabilité d'Eichmann, qui selon Hannah Arendt, n'avait aucune conscience de l'horreur de la shoah. Anne-Sophie Trottier remarque qu'Œdipe commet l'inceste à son insu, alors que Tamura connaît ce mythe qui le fascine: il fuit son père, et il se demande en face de chaque femme qu'il désire s'il ne s'agit pas de sa mère ou de sa sœur (séparé d'elles alors qu'il était très jeune, il n'en conserve qu'un vague souvenir). Le roman se réfère donc de façon évidente au complexe d'Œdipe conceptualisé par Freud, et moins directement à Œdipe roi, la tragédie  de Sophocle.
Alain Billault note que le roman comporte d'autres allusions aux mythes et tragédies de la Grèce antique. Tamura a conservé une photo où il figure avec sa sœur avant qu'ils ne soient séparés. Il la décrit ainsi : « Ma sœur est tournée de côté, une moitié de visage dans l’ombre. Son sourire ainsi coupé au milieu lui donne l’air d’exprimer deux sentiments opposés, comme sur ces masques de tragédie grecque qui ornent certains livres de classe. » (Chap. 1). Oshima, qui est en fait transgenre, évoque le mythe platonicien de l'androgyne (Chap. 5). Plus loin, il parle de Cassandre à propos de la malédiction qui pèse sur Tamura et il incite ce dernier à lire les tragédies d'Euripide et d'Eschyle. Il insiste sur le rôle du « Koros » qui, dans ces tragédies, commente la situation et les sentiments des personnages, en essayant parfois de les guider (Chap. 17). Il cite également l'Électre de Sophocle (Chap. 19).

## Adaptations
- En 2009, une adaptation théâtrale de Frank Galati a été jouée par la « Compagnie L’outil de la ressemblance » de Neuchâtel[29]. Une nouvelle mise en scène de cette adaptation a été représentée à Paris au Théâtre de la Colline en février 2019[30].
- En 2011, une adaptation en feuilleton radiophonique de vingt épisodes a été réalisée pour France Culture par Marguerite Gateau[31],[32].
- Le roman a inspiré un album composé d'illustrations de Jeanne Druart et de textes de Guy Batifort[33],[34].
- En 2019, une adaptation théâtrale a été jouée au théâtre de la Colline à Paris, mise en scène par Yukio Ninagawa[35].